# Learjet 70/75
Learjet 70/75 sta lahki reaktivni poslovni letali proizvajalca Learjet (divizija kanadskega Bombardier Aerospace)Letali sta zasnovani na podlagi modelov Learjet 40 in 45. Novi letali imata nove motorje Honeywell TFE731, avioniko Garmin G5000 in winglete. Projekt je trenutno odložen zaradi slabe prodaje in preklicanih naročil.

## Specifikacije (Learjet 75)
Podatki iz Bombardier
Splošne značilnosti
- Posadka: 2
- Število sedežev: 8 + 1 potnikov
- Dolžina: 57,6 ft (17,6 m)
- Razpon kril: 45,8 ft (14,0 m)
- Višina: 14,13 ft (4,31 m)
- Površina kril: 311,6 sq ft (28,95 m2)
- Teža praznega letala: 13.890 lb (6.300 kg)
- Maks. vzletna teža: 21.500 lb (9.752 kg)
- Pogon letala: 2 × Honeywell TFE731-40BR Turbofan, 3.850 lbf (17,1 kN) potisk motorjev vsak

Zmogljivost
- Potovalna hitrost: 465 kn (535 mph; 861 km/h) visoka potovalna hitrost
- Višina leta (servisna): 51.000 ft (16.000 m)
- Obremenitev krila: 69,00 lb/sq ft (336,9 kg/m2)

Letalska elektronika

- Garmin G5000